# Muzsikás együttes
A Muzsikás együttes 1973 óta működő nemzetközi hírű, Kossuth- és Liszt Ferenc-díjas magyar népzenei együttes, amely 2008. november 2-án a legrangosabb nemzetközi világzenei elismerésének a World Music Expo WOMEX-díjának kitüntetettje volt, Sevillában.
Népzenei és világzenei eseményeken egyaránt fellépnek, de nem idegen tőlük az alternatív zene, a dzsessz, a kelta vagy a zsidó zene sem. A világ legnevesebb koncerttermeiben léptek fel, mint a Royal Festival Hall, a Royal Albert Hall, a Théâtre de la Ville, az Accademia Nazionale di Santa Cecilia vagy a Carnegie Hall.
Zenéjük a hagyományos népzenét és a 20. századi magyar komolyzenét ötvözi.

## Tagok
- Hamar Dániel alapító tag (nagybőgő, ütőgardon, dob, ének)
- Sipos Mihály alapító tag (hegedű, citera, ének),
- Csoóri Sándor alapító tag, 1996-ig
- Éri Péter 1978-tól (2023-ban bekövetkezett haláláig[6]) tag (brácsa, kontra, mandolin, furulyák, ének)
- Porteleki László 1996-tól tag (hegedű, koboz, tambura, ének),
- Mester László 2024-től tag (brácsa, kontra)

Rendszeresen fellép velük a moldvai születésű Petrás Mária (ének), a táncelemekben, koreográfiában Farkas Zoltán “Batyu” és Tóth Ildikó “Fecske” dolgozik az együttessel. Korábbi koncertjeiken rendszeres vendég volt Sebestyén Márta énekesnő is, akivel több közös albumot is kiadtak.

## Története
A több mint öt évtizede aktív Muzsikás együttes kétségkívül a legismertebb magyar népzenei formáció idehaza és külföldön. Az 1973-ban alakult, eredetileg a klasszikus felállást (prímás-kontrás-bőgős) követő  trió (Sipos Mihály, Csoóri Sándor, Hamar Dániel) két tagja azóta is a Muzsikás zenésze. Éri Péter eleinte vendégként lépett fel az együttessel, 1978-tól (2023-ban bekövetkezett haláláig) az együttes rendes tagja. Csoóri Sándor együttesből való kilépését követően, Porteleki László 1996-ban csatlakozott a Muzsikáshoz.
Megalakulásuk után a heti rendszerességgel tartott Muzsikás Klub volt az első, ahol nagy hangsúlyt fektettek a táncok és az énekek tanítására. Később ez a forma vált általánossá és ez lett a városi „táncház”, amiből ezidőtájt szinte a hét minden napjára esett egy (FMH, R-Klub, Molnár utca, Kassák Klub), ahol a Muzsikás zenélt. Az országban sokfelé hívták őket alkalomszerű táncház tartására, ahol inkább népzenei bemutatót tartottak, mivel a táncok ismerete nélkül nem lehetett táncházat tartani. Ebből alakult ki az a koncertrepertoár, ami azóta is jellemzi hangversenyeiket.
Az ország kulturális nagykövetei közé sorolják őket. Otthonosan mozognak mind a folk, népzenei és világzenei fesztiválokon, mind komolyzenei koncerteken. Elsőként sikerült elfogadtatniuk a világban a magyar népzenét mint önálló, minden más műfajjal egyenértékű zenei stílust. Ezt talán legjobban a 2008-ban odaítélt WOMEX-díj bizonyítja: a Muzsikás történelmet írt azzal, hogy az első európai együttes, aki ezt a rangos díjat megkapta. 
| „          | ... szerencsésnek érezhetjük magunkat, hogy ezzel a díjjal fejet hajthatunk a táncházmozgalom öröksége és e nagyszerű zenészek teljesítménye előtt. | ” |
| – Joe Boyd | |   |

Jelen vannak a legjelentősebb koncerttermekben, fesztiválokon, lemezeik világszerte kaphatók az ango–amerikai RYKODISC cég kiadásában. Koncertjeikről és albumaikról elismerően írnak a legnagyobb napilapok, folyóiratok, és zenei szaklapok.
Neves komolyzenei szólistákkal, kamaraegyüttesekkel, kórusokkal és szimfonikus zenekarokkal lépnek fel itthon és külföldön. 2016 novemberében Sanghajban a Oriental Art Center nagytermében hangversenyeztek a Nemzeti Filharmonikus Zenekarral, idehaza a Muzsikusok-Muzsikások koncertsorozatban a Concerto Budapest zenekarral léptek fel. Koncertjeik gyakori vendége Petrás Mária, Prima Primissima díjas, moldvai születésű keramikus-iparművész, énekes vagy a Fölszállott a páva televíziós népdalvetélkedő győztese, Kacsó Hanga. 2017-ben Allegro Barbaro című koncertsorozatukkal hazai hangversenytermekben Bartók zongoramuzsikája és a népzene szólalt meg Fülei Balázs zongoraművész vendégszereplésével. A nagy hangversenyek mellett a Muzsikás rendkívül fontosnak tartja a legkisebbeknek tartott rendszeres gyerektáncházat és az összevont rendhagyó iskolai ének-zeneórákat.

## Díjaik
- Népművészet Ifjú Mestere díj (1973)[15]
- Magyar Művészetért díj
- Liszt Ferenc-díj (1995)
- Kossuth-díj (1999)
- Magyar Örökség díj (2000)
- WOMEX-díj (2008)[1]
- Prima Primissima díj (2008)
- Budapestért díj (2016)[16]